# Massacre de Najba
Le massacre de Njaba a lieu le 3 mars 2015 pendant l'insurrection de Boko Haram.

## Déroulement
Le 3 mars 2015, vers 6 heures du matin, des djihadistes de Boko Haram attaquent la localité de Najba, dans l'État de Borno. Malgré la présence d'une milice d'autodéfense, les assaillants brûlent entièrement le village et massacrent plusieurs dizaines d'habitants, dont des vieillards, des femmes et des enfants. Certains villageois trouvent refuge dans la ville de Galma, au Cameroun. RFI rapporte que la tuerie a fait 68 morts selon des témoins,.